# Жуково (Смоленский район)
Жу́ково — деревня в Смоленской области России, в Смоленском районе. Входит в Стабенское сельское поселение. Население — 1520 жителей (2007).
Расположена в западной части области в 10 км к северу от г. Смоленска, в 5 км западнее автодороги Смоленск — Холм — Демидов, по обеим сторонам железной дороги Смоленск — Озёрный.
В продолжение XIX века имение Жуково принадлежало обер-церемониймейстеру М. Ф. Кашталинскому, декабристу П. Г. Каховскому, сенатору Н. А. Гернгроссу, устроившему здесь винокуренный завод.

## Инфраструктура
Детский сад «Рябинушка», МБОУ Стабенская СШ (школа),аптека, почта, библиотека, Дом Культуры, баня, котельная, магазины, парикмахерская.
Улицы
ул. Генерала Оленина Е. И., Лесная ул., Магистральная ул., ул. Мира, Молодёжная ул., Песочная ул., Придорожная ул., Садовая ул., Фермерская ул., Хвойная ул.

## Достопримечательности
- От усадьбы Гернгроссов сохранился одноэтажный деревянный усадебный дом.
- Памятник археологии: курганная группа (10 курганов) в 400 м к северо-востоку от деревни.
- Мемориал «Памяти павших односельчан» (декабрь 1982 года, автор А. Сергеев)
- Современная деревянная церковь Космы и Дамиана[2].